# Tristesse de la Lune
Tristesse de la Lune — электропоп-группа, созданная немецкими музыкантками Kati Roloff и Gini Martin, которые прославились, будучи вокалистками в группе Blutengel, песнями: "Weg Zu Mir, " «Fairyland (Female Version)», «Seelenschmerz», «I’m Dying Alone» и другими.

## История
Обе девушки покинули группу Blutengel в первых месяцах 2002 года и основали Tristesse de la Lune. Их песни навеяны их личной жизнью или книгами, они очень романтичны. Композиции выпускались на лейбле Out of Line Music и занимали там не последнее место.
Kati покинула Tristesse de la Lune в декабре 2006 года. Несмотря на то, что на официальном сайте было написано про скорый выпуск альбома, никаких последующих новостей не поступало, и, скорее всего, проект неактивен.

## Дискография

### Альбомы
- A Heart Whose Love Is Innocent (2003)

### Синглы
- Strangeland (Promo) (2002)
- Eiskalte Liebe (Maxi) (2002)
- Queen of the Damned (Maxi) (2003)
- Ninive/Time Is Moving (Maxi) (2005)

### Треки ограниченного выпуска
1. «Dein Licht» на «Machineries of Joy Volume 2» Compilation (2002)
2. «Queen Of The Damned (Rough Mix)» на Advanced Electronics Vol. 2 Compilation (2003)
3. «Soulhunter» на «Machineries of Joy Volume 3» Compilation (2004)
4. «Let’s Pretend» на «Machineries of Joy Volume 4» Compilation (2007)
5. «Erinnerung» на «Machineries of Joy Volume 5» Compilation (2012)